# Redford, Michigan
Xã Redford (tiếng Anh: Redford Township) là một xã thuộc quận Wayne, tiểu bang Michigan, Hoa Kỳ. Năm 2010, dân số của xã này là 48.362 người.